# Kanton Grenoble-4
Kanton Grenoble-4 (fr. Canton de Grenoble-4) je francouzský kanton v departementu Isère v regionu Rhône-Alpes. Zahrnuje západní část centra města Grenoble.